# لا بمل مینور
لا بمل مینور (انگلیسی: A-flat minor) با مخفف (A♭m) یک گام مینور بر پایهٔ نت لا بمل است.

## تعریف
گام لا بمل مینور بر سه نوع : مینور تئوریک (طبیعی)، مینور هارمونیک و مینور ملودیک استوار است. گام بزرگ نسبی آن، دو بمل ماژور و دارای هفت علامت بمل در سرکلید است.
- نت‌های گام لا بمل مینور طبیعی به ترتیب عبارتند از : لا بمل، سی بمل، دو بمل، ر بمل، می بمل، فا بمل، سل بمل و اکتاو.

- در گام لا بمل مینور هماهنگ (یا لا بمل مینور هارمونیک)، نت «سل بمل» نیم پرده کروماتیک به بالا تغییر می‌کند.

- در صورتی که درجات ششم و هفتم در حالت بالا رونده نیم پرده کروماتیک به بالا تغییر کند و در حالت پایین رونده به حالت اصلی خود برگردد، لا بمل مینور نغمگی (یا لا بمل مینور ملودیک) شکل می گیرد.